# Nogent-le-Phaye
Nogent-le-Phaye település Franciaországban, Eure-et-Loir megyében. Lakosainak száma 1463 fő (2022. január 1.). Nogent-le-Phaye Gasville-Oisème, Sours, Chartres, Coltainville és Gellainville községekkel határos.

## Népesség
A település népességének változása:
| Lakosok száma | 577  | 879  | 1004 | 1284 | 1342 | 1378 | 1472 | 1480 | 1484 | 1463 |
|               | 1968 | 1982 | 1990 | 2006 | 2013 | 2015 | 2017 | 2019 | 2020 | 2022 |